# Valiant Lady
El Valiant Lady es un crucero operado por Virgin Voyages. Después de que fuera encargado en octubre de 2016 al constructor naval italiano Fincantieri, la ceremonia de su moneda se celebró en febrero de 2019 y fue sacado a flote en mayo de 2020 desde el astillero de Sestri Ponente. Fue entregado a Virgin en julio de 2021 como el segundo barco de la flota y realizó su viaje inaugural en marzo de 2022 desde Portsmouth. Con 110.000 GT y 278 metros (912 pies) de largo para una capacidad de 2,770 pasajeros, fue construido con proporciones similares al barco hermano mayor Scarlet Lady.

## Planificación y construcción
El 4 de diciembre de 2014, el fundador de Virgin Group, Richard Branson, anunció que Virgin Group estaba formando Virgin Cruises, junto con el respaldo de Bain Capital, y reveló planes para construir dos nuevos cruceros. El 23 de junio de 2015, Virgin Cruises anunció que había firmado una carta de intención con el constructor naval italiano Fincantieri para tres cruceros que podrían acomodar cada uno aproximadamente 2.800 huéspedes y 1,150 tripulantes para viajes de siete días por el Caribe. Según se informa, el pedido de tres barcos costó 2,550 millones de dólares, y está previsto que el segundo barco comience a operar en 2021. El contrato de pedido para los barcos se firmó formalmente el 18 de octubre de 2016, el mismo día en que Virgin Cruises pasó a llamarse Virgin Voyages. Al unirse a su barco gemelo, los detalles iniciales revelaron que mediría 110,000 GT, 278 metros (912 pies) de largo y 38 metros (125 pies) de ancho, con 1.400 cabinas de pasajeros para albergar hasta aproximadamente 2,700 pasajeros, acompañados por 1,150 miembros de la tripulación. 
El 20 de julio de 2018, Virgin inauguró la construcción de su segundo barco con la ceremonia de corte de acero del barco en el astillero de Fincantieri en Sestri Ponente. La ceremonia de la moneda del barco se realizó el 8 de febrero de 2019. El 19 de noviembre de 2019, Virgin reveló el nombre de su segundo barco como Valiant Lady. Durante la pandemia de COVID-19, surgieron retrasos en la construcción después de que se suspendieran las operaciones de Fincantieri. Originalmente se esperaba que saliera a flote en marzo de 2020, Valiant Lady salió de su dique seco con dos meses de retraso, el 20 de mayo de 2020, y fue trasladado a un nuevo atracadero para completar su trabajo de equipamiento. El barco fue entregado el 1 de julio de 2021.

### Carrera operativa
Valiant Lady entró en servicio el 18 de marzo de 2022, navegando en un crucero de tres noches desde Portsmouth, Inglaterra, a Zeebrugge, Bélgica. Continuó navegando desde Portsmouth con itinerarios visitando Bélgica, España, Portugal y las Islas Canarias antes de reposicionarse en el Mediterráneo en el verano de 2022. Desde mayo de 2022 zarpó desde Barcelona con destino a Italia, España, Gibraltar y Francia. Luego se trasladó a Miami, Florida, en octubre de 2022 para operar cruceros al Caribe durante el invierno, antes de regresar al Mediterráneo en el verano de 2023.
Durante un crucero por el océano Atlántico en abril de 2023, una joven se cayó de un balcón y cayó sobre otra persona. La primera murió a causa de sus heridas.